# باتريك أوديا
باتريك أوديا (بالإنجليزية: Patrick O'Dea)‏ هو عسكري نيوزيلندي، ولد في 18 أبريل 1918، وتوفي في 28 أغسطس 2010.